# پایگاه هوایی کامینا
پایگاه هوایی کامینا (به انگلیسی: Kamina Air Base) یک فرودگاه نظامی با کد یاتا KMN است که یک باند فرود آسفالت دارد و طول باند آن ۲۷۰۰ متر است. این فرودگاه در شهر کامینا کشور جمهوری دموکراتیک کنگو قرار دارد و در ارتفاع ۱۰۸۰ متری از سطح دریا واقع شده است.